# Vajgen
Vajgen – wieś w Słowenii, w gminie Pesnica. W 2018 roku liczyła 95 mieszkańców.